# Lygodactylus
Lygodactylus är ett släkte av ödlor. Lygodactylus ingår i familjen geckoödlor.
Släktets arter förekommer främst på Afrikas fastland men några medlemmar hittas på Madagaskar och i Sydamerika.
De flesta arter har en brun eller grå grundfärg. Dessutom finns släktmedlemmar med färgglatt huvud eller axel. Några arter kan i viss mån ändra sin kroppsfärg men förmågan är inte lika bra utvecklade som hos kameleonter. Individerna är aktiva på dagen och klättrar på träd, annan växtlighet eller på föremål som skapades av människor.

## Arter tillLygodactylus, i alfabetisk ordning[1]
- Lygodactylus angolensis
- Lygodactylus angularis
- Lygodactylus arnoulti
- Lygodactylus bernardi
- Lygodactylus blancae
- Lygodactylus blanci
- Lygodactylus bradfieldi
- Lygodactylus broadleyi
- Lygodactylus capensis
- Lygodactylus chobiensis
- Lygodactylus conradti
- Lygodactylus conraui
- Lygodactylus decaryi
- Lygodactylus depressus
- Lygodactylus expectatus
- Lygodactylus fischeri
- Lygodactylus grandisonae
- Lygodactylus graniticolus
- Lygodactylus gravis
- Lygodactylus guibei
- Lygodactylus gutturalis
- Lygodactylus heterurus
- Lygodactylus howelli
- Lygodactylus inexpectatus
- Lygodactylus insularis
- Lygodactylus intermedius
- Lygodactylus keniensis
- Lygodactylus kimhowelli
- Lygodactylus klemmeri
- Lygodactylus klugei
- Lygodactylus lawrencei
- Lygodactylus luteopicturatus
- Lygodactylus madagascariensis
- Lygodactylus manni
- Lygodactylus methueni
- Lygodactylus miops
- Lygodactylus mirabilis
- Lygodactylus montanus
- Lygodactylus nigropunctatus
- Lygodactylus ocellatus
- Lygodactylus ornatus
- Lygodactylus pauliani
- Lygodactylus picturatus
- Lygodactylus pictus
- Lygodactylus praecox
- Lygodactylus rarus
- Lygodactylus rex
- Lygodactylus scheffleri
- Lygodactylus scorteccii
- Lygodactylus somalicus
- Lygodactylus stevensoni
- Lygodactylus thomensis
- Lygodactylus tolampyae
- Lygodactylus tuberosus
- Lygodactylus waterbergensis
- Lygodactylus verticillatus
- Lygodactylus wetzeli
- Lygodactylus williamsi